# Омаха
О́маха, или Ома́ха (англ. Omaha [ˈoʊməhɑː]) — крупнейший город штата Небраска, находящийся на его восточной границе, окружной центр округа Дуглас. Расположен на берегу реки Миссури, в примерно 30 километрах к северу от устья реки Платт. По оценке бюро переписи населения США в 2017 году в городе проживает 466 893 человек. Город с его пригородами является 60-м среди крупнейших агломераций США с населением 895 151 человек, проживающих в восьми округах. Название города происходит от индейского племени омаха, которое с XVII века проживало на северо-востоке современной Небраски. В 2008 году журнал Kiplinger’s Personal Finance отдал Омахе 3-е место в своём списке самых привлекательных для жизни городов США.

## История
В 1804 году экспедиция Льюиса и Кларка исследовала берега реки Миссури и общалась с местными племенами. На месте встречи экспедиции с вождями индейцев в 1819 году был построен форт Аткинсон, а в 1822 году рядом с ним появилась торговая фактория Американской пушной компании. В 1846 году вблизи современной Омахи пролегала Мормонская тропа, по которой мормоны двигались на запад после своего изгнания из Иллинойса. С разрешения племени омаха они перезимовали в Небраске.
В начале 1850-х годов территорию Омахи стали обживать переселенцы из Кейнсвилля (современный Каунсил-Блафс, штат Айова).
В 1854 году Логан Фонтенелль, вождь племени омаха, продал большую часть земель, принадлежавших племени (около 16 тыс. км² или четыре миллиона акров), правительству США по цене 22 цента за акр. Это позволило на купленной земле создать территорию Небраска. 4 июля 1854 года был основан город Омаха (статус города был присвоен в 1857 году), в 1855—1867 годах бывший столицей территории Небраска. В 1869 году было завершено строительство Первой трансконтинентальной железной дороги, связавшей Омаху с городом Сакраменто в Калифорнии. Появление железной дороги обусловило дальнейший быстрый прирост населения и развитие города. Омаха получила прозвище «Ворота на Запад», связанное с его значением как транспортного центра США в середине XIX века.
Если до середины XX века основой экономики Омахи были железная дорога, пивоварни, скотоводческие хозяйства и мясохладобойные заводы, то современная экономика города отличается и базируется на экономике знаний. В городе расположены штаб-квартиры пяти компаний, входящих в список Fortune 500:
- ConAgra Foods[англ.],
- Union Pacific Corporation[англ.],
- Peter Kiewit and Sons, Inc.[англ.],
- Mutual of Omaha Companies[англ.] и
- Berkshire Hathaway, председателем совета директоров которой является богатейший человек мира, Уоррен Баффет, носящий прозвище «Оракул из Омахи».

В 2001 году журнал Newsweek включил Омаху в свой список десяти самых крупных технологических центров страны.
В городе расположены штаб-квартиры трёх из тридцати крупнейших архитектурных и инженерных компаний мира:
- Leo A. Daly Co.,
- HDR, Inc.[англ.] и
- DLR Group[англ.][6].

Важным сектором экономики Омахи является туризм: ежегодно в городе проводится финальный турнир чемпионата по бейсболу среди колледжей, а зоопарк Генри Дурли является одним из самых посещаемых мест Небраски.

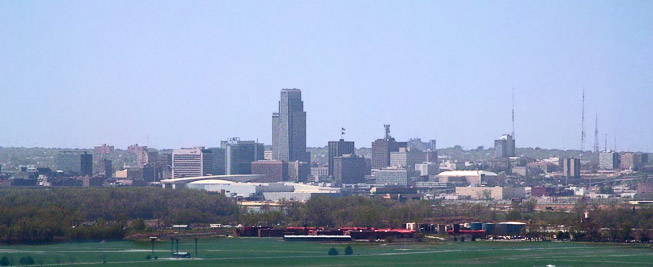
Вид на Омаху из города Каунсил-Блафс (Айова)